# BMW M3
O BMW M3 é uma versão de alta performance da BMW Série 3, desenvolvido pela BMW M GmbH.

## Galeria
- Primeira geração (1986-1991)
- Segunda geração (1992-1999)
- Terceira geração (2000-2006)
- Quarta geração (2007-2013)
- Quinta geração (2014-2018)
- Sexta geração (2021-)